# Бондарь, Александр Аркадьевич
Алекса́ндр Арка́дьевич Бо́ндарь (род. 21 ноября 1967, Магдебург) — советский и российский футболист, функционер.

## Карьера

### Клубная
Профессиональную карьеру начинал в 1984 году в грозненском «Тереке». С 1989 по 1990 выступал в ростовском «Ростсельмаше», далее играл в московских клубах «Спартак» и «Динамо», однако каждый раз возвращался в Грозный. В первой половине 1990-х годов вследствие военных действий в Чечне «Терек» распался, а сам Бондарь транзитом через «Ротор» и «Динамо» из Ставрополя перешёл в «Ростсельмаш». В Ростове Бондарь и планировал завершить профессиональную карьеру, однако после крупного поражения от ЦСКА 19 сентября 1996 года Сергей Андреев, назвав Александра главным виновником поражения, перевернул планы футболиста. В 1999 году выступал за клуб Первого дивизиона «Волгарь-Газпром» из Астрахани. В 2001 году вернулся в возрождающий «Терек», где и завершил профессиональную карьеру.

### Послеигровая
После окончания профессиональной карьеры работал спортивным директором в «Тереке» (2003—2005) и в ростовском СКА (январь — апрель 2006). С 2007 по 2008 годы работал администратором клуба «Ника» из города Красный Сулин. В 2010 году (по июнь) администратор ставропольского «Динамо».
В 2019-2023 годах — администратор молодёжной команды «Сочи». После молодёжки «Сочи» работал в «Твери» и «Ростове-2» на аналогичной должности, а затем в «Спартаке» из Тамбова был помощником Михаила Пилипко.
Сын Андрей — также футболист, игрок молодёжной команды «Ростова».